# Pandora Press
Pandora Press AB var ett svenskt serieförlag som var verksamt åren 1986–2001. Man gav bland annat ut tidningarna Magnum Comics och Larson!. Från och med 1990 skedde ett samgående med Atlantic förlag, och därefter fungerade förlaget som underetikett inom Atlantic. Förutom via Pandora Press gav förlagsgrundarna under det sena 1980-talet ut serietidningar via bolagen Förlags AB Etikett och Da Capo.

## Historik

### Bakgrund
1985 arbetade tre av det framtida Pandoras förlagsredaktörer för eller på Semic Press, på förlagets utvecklingsavdelning. De hade fått i uppdrag att ta fram nya titlar för serie- och ungdomsmarknaden, vilket resulterade i tidningar som Rockposter, diverse andra pop- och rocktidningar, vuxenserietidningen Comet samt skämt och satirtidningen Etikett.

### Etikett
Etikett var en vass och prokativ satirtidning rejält inspirerad av National Lampoon, som även 1982 varit föremål för en kortlivad svensk lansering i form av Livets Puls. Denna tidning gavs ut i ett nummer av Semic Press, men Etikett kunde inte förläggas av Semic då tidningen ansågs alltför utmanande för att passa in i förlagets sortiment. Till skillnad från Livets Puls blandning av satir- och Veckorevyn-liknande underhållningsmaterial, hade Etikett en tydligare satirisk ådra; första numret var även tänkt att prydas av Adolf Hitler på omslaget. Detta, i kombination med Semics snabba – i och deras tycke förhastade – nedläggning av Comet, fick till följd att de sa upp sig och startade eget. Etikett gavs därefter ut i fem nummer under 1986, via det egna Förlags AB Etikett.
I redaktionen för Etikett fanns förlagsgrundarna Klas Danielsson (även ansvarig utgivare), Mireille Robert och Peter Sparring samt Nikolaj Lindberg och Tina Löwe. I redaktionsrutan syntes redaktionsmedlemmarna dock som "Herr Etikett, Lilla fröken Etikett, Morbror Etikett och Unge herr Etikett". Detta var en tid då vuxenserier bidrog till att experimentera med form och innehåll, vilket provocerade en hel del svenska serieläsare och ledde till butiksbojkotter och åtal. Se vidare Det tidiga åttiotalets serieboom.

### Pandora Press AB och AB Da Capo
Efter att tidningen Etikett lagts ner, fortsatte serieutgivningen via två andra bolag – Pandora Press AB och AB Da Capo. Dessa kom att börja ge ut en helt annan typ av underhållning, via tidningar som Barbie och Lilla Lotta. Den förstnämnda var en rent kommersiell produkt, men den amerikanska huvudserien i den sistnämnda tillhörde redaktör Klas Danielssons glada barndomsminnen. Ett antal av de nya tidningskoncepten var resultatet av tidningskoncept som Semic tackat nej, vilket ledde fram till grundandet av Pandora Press.
Under 1987 släpptes även en annan nischad massmarknadsprodukt – Satellitserien, kopplad till yngre pojkars intresse av actionhjältarna i Masters of the Universe och dylikt. Många av ovanstående tidningssatsningar underlättades av samarbete med licensieringsfirman Plus licens AB.
Våren 1988 släpptes ytterligare tre tidningar. Den kortlivade Brave Starr var en avknoppning av Satellitserien, medan de två andra publikationerna kom att bli betydligt mer långlivade. Magnum Comics marknadsfördes snart som "Sveriges största actiontidning", vilket den åtminstone var i antal sidor räknat (ibland en bit över 100 sidor per nummer). Tidningen marknadsfördes satsade på äventyrsserier i svart-vitt och marknadsfördes med serier som Cat Claw och Axa; man lade sig i formgivningen av tidningsomslaget direkt i linje med Semics ledande titel i serietidningssegmentet – Agent X9 (tidning). Dessutom fyllde man tidningen med en hel del äventyrsserier från Italien, Spanien och Argentina.
Den andra av de nya titlarna 1988 var humortidningen Larson! Den lanserades med Gary Larsons uppmärksammade och nyskapande skämtteckningar, och lade sig innehållsmässigt nära Semics Serieparaden. Där Semics tidning hade stora framgångar med Kalle och Hobbe, skaffade sig Larson! en stor läsekrets via den regelbundna publiceringen av Bud Graces Ernie. Därutöver bjöd man läsarna på blandade humorserier och dito skämtteckningar, inklusive Jeff McNellys J.P. Krax, Quinos Mafalda och Dan Piraros enrutingar under titeln Bizarro.
1989 startades fler tidningar… Det var Dinosauriejägarna, Don Martin och den kortlivade Samantha. Dessutom inleddes utgivningen av Pandora Pocket, med återtryck av material från förlagets övriga tidningar. Året innan hade man testat den marknaden via fyra pockeututgåvor under titeln Miniatyrserier/Miniserier. Redaktionen fungerade ett tag också som produktionsbolag för flera tidningar som sedan gavs ut på Egmont eller Semic i olika nordiska länder eller i Nederländerna.

### Senare år, efterspel
Snart koncentrerades förlagets resurser kring Magnum Comics och Larson!, och 1993 hade alla övriga titlar lagts ner. Redan 1990 inleddes dock ett förlagssamarbete med redan etablerade Atlantic förlag, som under det kommande decenniet skulle komma att stå för fler relaterade publikationer – med eller utan Pandora Press AB i redaktionsrutan. Därmed avslutades Pandora Press sin historia som självständigt förlag. Förlagssamarbetet 1990 ledde även till ett antal utgåvor utgivna ihop med Epix förlag. 
1997 lades Magnum Comics ner. Atlantic hade redan 1994 köpts upp av Medströmsförlagen, som 2000 sålde hela sin serieutgivning till Egmont. Den dåtida storsäljaren Larson togs dock efter några nummer vidare till nystartade Full Stop Media, en gren av norskägda Schibsted förlagen. När Larson! 2009 slutligen las ner, stod Schibsted som utgivare. Då hade dock Pandora Press sedan nästan ett decennium varit ett överspelat kapitel.
Peter Sparring hade lämnat Atlantic/Pandora-redaktionen 1994 men återkom i samband med Full Stop Media-lansering 2000. 2014 var han inblandad i starten av ytterligare ett svenskt serieförlag, när danska albumutgivaren Cobolt fick ett svenskt systerförlag.

## Utgivning
- Barbie (1986–1989. 1986–1987 utkom även julalbum i samarbete med Semic Press )
- Lilla Lotta (1986–1987. 1986 utkom även ett julalbum)
- Satellitserien (1987–1989, med Masters of the Universe och MASK. 1987 utkom även ett seriealbum, "Filmspecial")
- Brave Starr (1988)
- Larson! (1988–2000)
- Magnum Comics (1988–1997)
- Dinosaurie-jägarna (1989–1990)
- Don Martin (1989–1991)
- Samantha (1989)
- Miniatyrserier/Miniserier (4 pocket, 1988)
- Pandora Pocket (16 pocket, 1989–1993)